# Jorge Torres da Costa Franco
Jorge Torres da Costa Franco (Rio de Janeiro, 27 de fevereiro de 1863 – 29 de junho de 1927) foi um médico brasileiro.
Foi eleito membro da Academia Nacional de Medicina em 1895, com o número acadêmico 169, na presidência de José Lourenço de Magalhães.